# 銅鑼灣總站
銅鑼灣總站（英語：Causeway Bay Terminus）是一個位於香港香港島灣仔區銅鑼灣富豪香港酒店附近，屬於香港電車的電車總站。該站為灣仔區兩個電車總站之一，只提供前往石塘咀總站的電車路線服務。銅鑼灣總站的編號為4。
本站與「邊寧頓街」為電車系統中，相距最近的鄰接車站之一，只有數十公尺的距離，連總站軌道與西行主軌的交匯道岔都落在「邊寧頓街」分站旁邊的行人過路處範圍中。

## 車站結構及設施
本站只是以一個位於怡和街旁的迴圈構成，該迴圈只適用於由西面而來的電車調頭。
由於迴圈後部較為狹窄，以及大部分電車開門時閘門會向外露，部分在排在第二個位置的電車下車的乘客均不能擠到電車之前，只能等待電車移前或越過花圃離站。

## 以本站為總站的路線
- 銅鑼灣→石塘咀

- 銅鑼灣→堅尼地城

- 銅鑼灣→上環（西港城）

## 歷史
1904年香港電車通車時，名為「銅鑼灣」的電車總站已開始使用，位置近大坑道底部，即現址，為一迴圈，旁邊更設有有蓋候車間設置在迴圈旁邊。迴圈以東的是單線往筲箕灣，直至1947年英皇道重建完成後才改為雙線。戰前更有有蓋候車室設置在迴圈旁邊。
1953年北角電車總站啟用，取代了舊銅鑼灣總站迴圈，舊銅鑼灣總站迴圈軌道在1955年拆除，但保留渡線供電車倒叮。
1966年，政府交通調查組建議電車公司加開銅鑼灣班次，以應付由中環前往怡和街的客量。2月19日，自動集電杆轉向裝置啟用，不需要依賴人手將集電杆轉向，但大量倒叮仍然造成擠塞。為解決問題，就只好重建迴圈總站。
現時的銅鑼灣電車總站在1967年啟用，迴圈半徑較以往的大（因此需先左轉再橫越兩條主軌），以便拖卡電車使用。為了興建電車總站，「樂聲迴旋處」需停用。從此，禮頓道及高士威道的汽車不能直接前往怡和街。

## 增設配電站
銅鑼灣霎東街電車廠被重建為時代廣場後，由於當時的電車公司和時代廣場皆由九龍倉集團持有，所以時代廣場的地庫設有供電車公司租用的配電站，將電力公司供應的高壓電降壓及調整至電車使用的550伏特直流電，但電車公司於2009年分兩階段被轉售給法國威立雅集團後，時代廣場於2013年決定收回在地庫的配電站自用，因此這個配電站需要重置。由於配電站必須靠近電車沿線才能發揮最佳效率，所以需分拆為兩個，重建後分別位於摩利臣山道的電車路軌旁及在高士威道的銅鑼灣總站迴旋處，因此在2019年，該站的迴旋軌道中央增設有貨櫃外觀的電車配電站。

## 未來規劃
香港電車有限公司被法國威立雅集團收購後，計劃一系列服務改善計劃。2010年初，曾擬定在本總站及北角總站附近改建軌道以供西行電車調頭往東行，估計是在現時位於怡和街盡頭加設兩段彎軌以成類似港鐵輕鐵天逸站的雙三角交匯處，而本總站會成為雙向迴圈。現時所有離開銅鑼灣總站的電車，除倒叮外，必須前往上環或跑馬地方能調頭，但中區和跑馬地交通較為擠塞，會使東行班次不穩定。

## 外部連結
- 香港電車- 叮叮 （页面存档备份，存于）
- 接駁東西區行車　銅鑼灣北角設中轉站　電車增短程班次或加價 （页面存档备份，存于），蘋果日報
- 香港鐵路大典 （页面存档备份，存于）

## 鄰近設施
- 銅鑼灣站